# Luís Nivaldo Orsi
Luís Nivaldo Orsi (Tatuí, ) é um clarinetista brasileiro.
É atualmente clarinetista/claronista da Orquestra Sinfônica do Estado de São Paulo (OSESP) e clarinetista principal da Orquestra Sinfônica de Campinas.

## História
Foi aluno de José Teixeira Barbosa, Leonardo Righi e Luiz Gonzaga Carneiro no Brasil. William McColl e Henry Schuman (Estados Unidos), Gunther Pusch (Alemanha), e Keith Puddy (Inglaterra). Em 1986 concluiu o bacharelado em música pela Universidade Estadual de Campinas, onde voltaria como professor em 1998.
Foi ainda professor de clarinete da Faculdade Mozarteum de São Paulo. Em novembro de 1997, fez uma série de concertos nos Estados Unidos e Japão com o grupo Carcará (formado por integrantes da Orquestra Sinfônica Municipal de Campinas, sob a direção do maestro Benito Juarez), com repertório de música popular brasileira.
Desde 1996 é membro do quinteto de clarinetas Sujeito a Guincho. Com dois CDs lançados, o grupo foi vencedor do VIII Prêmio Eldorado de Música (1995) e também recebeu os prêmios Funarte, EPTV, APCA, Concurso Sul-América e o Prêmio Sharp de Música, na categoria melhor conjunto instrumental (1997), além de ter participado com destaque do Clarinet Fest de 1997 e 1998, nos Estados Unidos.